# Redessan
Redessan est une commune française située dans le sud-est du département du Gard, en région Occitanie.
Exposée à un climat méditerranéen, elle est drainée par le Buffalon. La commune possède un patrimoine naturel remarquable : un site Natura 2000 (les « costières nîmoises »), un espace protégé (les « Costières de Nimes ») et une zone naturelle d'intérêt écologique, faunistique et floristique.
Redessan est une commune urbaine qui compte 4 227 habitants en 2022, après avoir connu une forte hausse de la population depuis 1962. Elle est dans l'agglomération de Manduel et fait partie de l'aire d'attraction de Nîmes. Ses habitants sont appelés les Redessanais ou  Redessanaises.
Le patrimoine architectural de la commune comprend un immeuble protégé au titre des monuments historiques : la Via Domitienne, inscrite en 1987.

## Géographie
Commune située dans l'aire urbaine de Nîmes sur la ligne Tarascon - Sète-Ville et l'ancienne route nationale 99 entre Nîmes et Beaucaire.
Les communes de Bezouce, Marguerittes, Manduel, Jonquières-Saint-Vincent, Beaucaire et Meynes sont limitrophes de la commune de Redessan.
Redessan est l'une des 79 communes membres du Schéma de Cohérence Territoriale (SCOT) du Sud du Gard (voir lien) et fait également partie des 41 communes du pays Garrigues et Costières de Nîmes.

### Hydrographie et Relief
La commune est proche du Rhône et de la Provence, non loin du plateau des Costières contre lequel elle s'appuie.

### Transports en commun
La commune est desservie par la ligne 31, 33 et 212 du réseau de bus Tango qui relie Nîmes et Redessan.

### Axes ferroviaires
Redessan est desservie par des trains TER Occitanie qui circulent entre les gares d'Avignon-Centre et de Narbonne, ou Montpellier-Saint-Roch, ou Nîmes.
La gare TGV (gare de Nîmes-Pont-du-Gard) se situe à cheval sur la commune de Redessan et celle de Manduel.
Le contournement ferroviaire de Nîmes et de Montpellier se situe lui aussi sur une partie de la commune.

### Climat
Pour des articles plus généraux, voir Climat de l'Occitanie et Climat du Gard.
En 2010, le climat de la commune est de type climat méditerranéen franc, selon une étude s'appuyant sur une série de données couvrant la période 1971-2000. En 2020, Météo-France publie une typologie des climats de la France métropolitaine dans laquelle la commune est exposée à un climat méditerranéen et est dans la région climatique Provence, Languedoc-Roussillon, caractérisée par une pluviométrie faible en été, un très bon ensoleillement (2 600 h/an), un été chaud (21,5 °C), un air très sec en été, sec en toutes saisons, des vents forts (fréquence de 40 à 50 % de vents > 5 m/s) et peu de brouillards.
Pour la période 1971-2000, la température annuelle moyenne est de 14,2 °C, avec une amplitude thermique annuelle de 17 °C. Le cumul annuel moyen de précipitations est de 665 mm, avec 5,9 jours de précipitations en janvier et 2,4 jours en juillet. Pour la période 1991-2020, la température moyenne annuelle observée sur la station météorologique la plus proche, située sur la commune de Nîmes à 11 km à vol d'oiseau, est de 15,6 °C et le cumul annuel moyen de précipitations est de 734,4 mm,. Pour l'avenir, les paramètres climatiques de la commune estimés pour 2050 selon différents scénarios d’émission de gaz à effet de serre sont consultables sur un site dédié publié par Météo-France en novembre 2022.

### Milieux naturels et biodiversité

#### Espaces protégés
La protection réglementaire est le mode d’intervention le plus fort pour préserver des espaces naturels remarquables et leur biodiversité associée,.
Un  espace protégé est présent sur la commune : 
les « Costières de Nimes », un terrain acquis (ou assimilé) par un conservatoire d'espaces naturels, d'une superficie de 2 027 ha.

#### Réseau Natura 2000

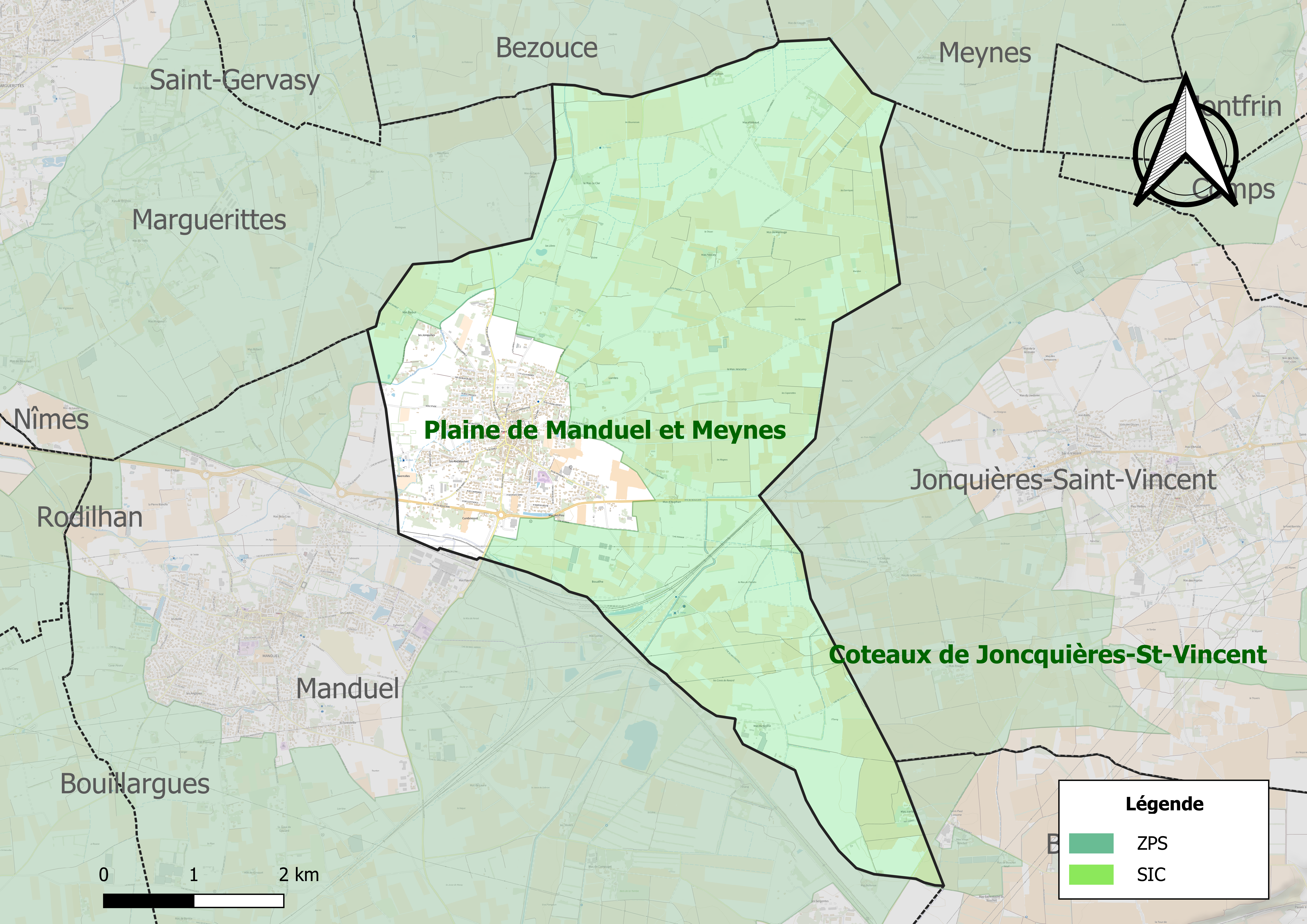
Sites Natura 2000 sur le territoire communal.

Le réseau Natura 2000 est un réseau écologique européen de sites naturels d'intérêt écologique élaboré à partir des directives habitats et oiseaux, constitué de zones spéciales de conservation (ZSC) et de zones de protection spéciale (ZPS). 
Un site Natura 2000 a été défini sur la commune au titre  de la directive oiseaux : les « costières nîmoises », d'une superficie de 13 479 ha, qui accueillait, en 2004, 300 mâles chanteurs, soit 60% des mâles reproducteurs de la région et près du quart des mâles reproducteurs en France.

#### Zones naturelles d'intérêt écologique, faunistique et floristique

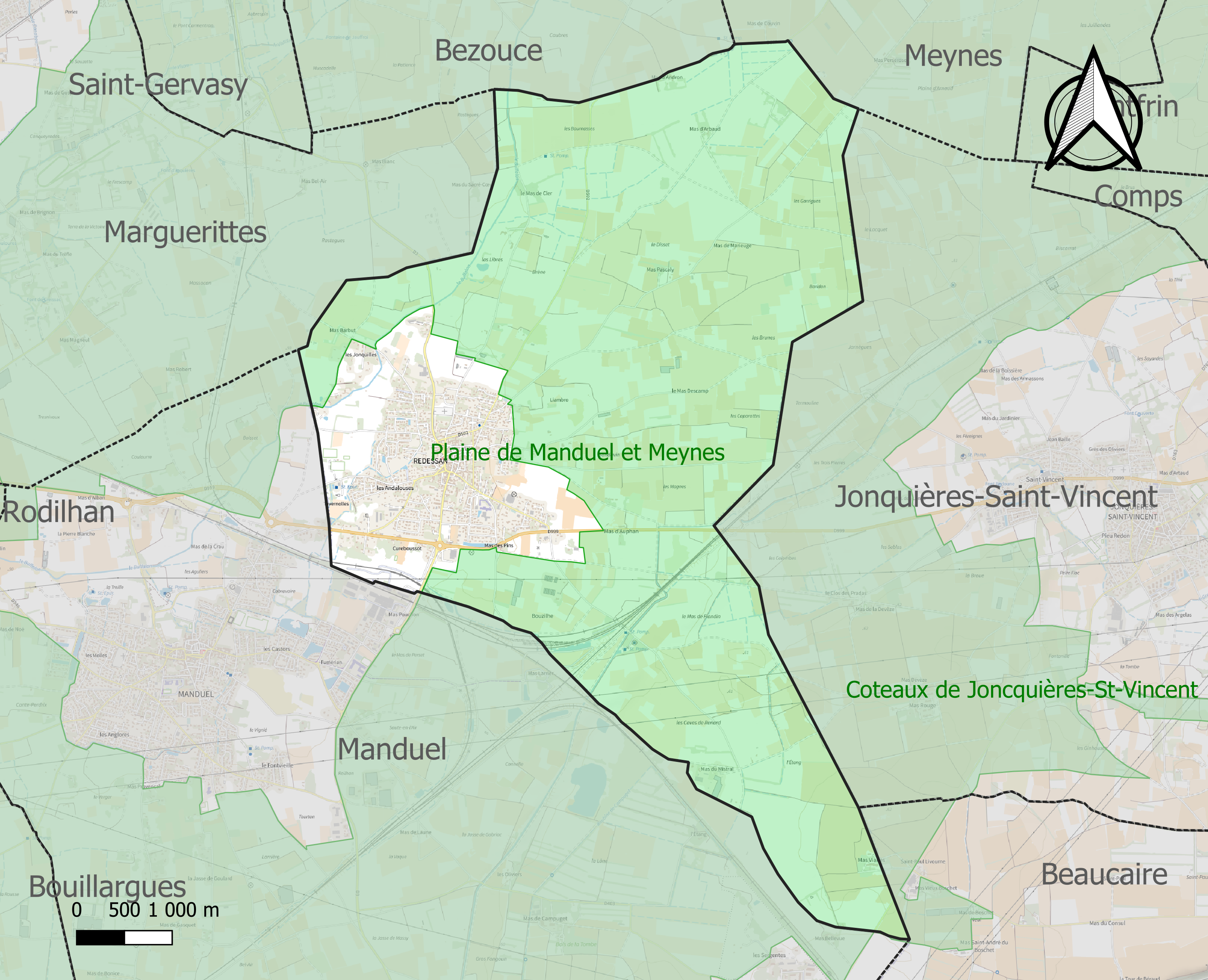
Carte de la ZNIEFF de type 1 localisée sur la commune.

L’inventaire des zones naturelles d'intérêt écologique, faunistique et floristique (ZNIEFF) a pour objectif de réaliser une couverture des zones les plus intéressantes sur le plan écologique, essentiellement dans la perspective d’améliorer la connaissance du patrimoine naturel national et de fournir aux différents décideurs un outil d’aide à la prise en compte de l’environnement dans l’aménagement du territoire. 
Une ZNIEFF de type 1 est recensée sur la commune :
la « plaine de Manduel et Meynes » (9 783 ha), couvrant 15 communes du département.

## Urbanisme

### Typologie
Au 1er janvier 2024, Redessan est catégorisée ceinture urbaine, selon la nouvelle grille communale de densité à sept niveaux définie par l'Insee en 2022.
Elle appartient à l'unité urbaine de Manduel, une agglomération intra-départementale regroupant deux  communes, dont elle est une commune de la banlieue,,. Par ailleurs la commune fait partie de l'aire d'attraction de Nîmes, dont elle est une commune de la couronne,. Cette aire, qui regroupe 92 communes, est catégorisée dans les aires de 200 000 à moins de 700 000 habitants,.

### Occupation des sols
L'occupation des sols de la commune, telle qu'elle ressort de la base de données européenne d’occupation biophysique des sols Corine Land Cover (CLC), est marquée par l'importance des territoires agricoles (89,1 % en 2018), en diminution par rapport à 1990 (93,1 %). La répartition détaillée en 2018 est la suivante : 
cultures permanentes (65,2 %), zones agricoles hétérogènes (23,6 %), zones urbanisées (10,7 %), terres arables (0,3 %), zones industrielles ou commerciales et réseaux de communication (0,2 %). L'évolution de l’occupation des sols de la commune et de ses infrastructures peut être observée sur les différentes représentations cartographiques du territoire : la carte de Cassini (XVIIIe siècle), la carte d'état-major (1820-1866) et les cartes ou photos aériennes de l'IGN pour la période actuelle (1950 à aujourd'hui).

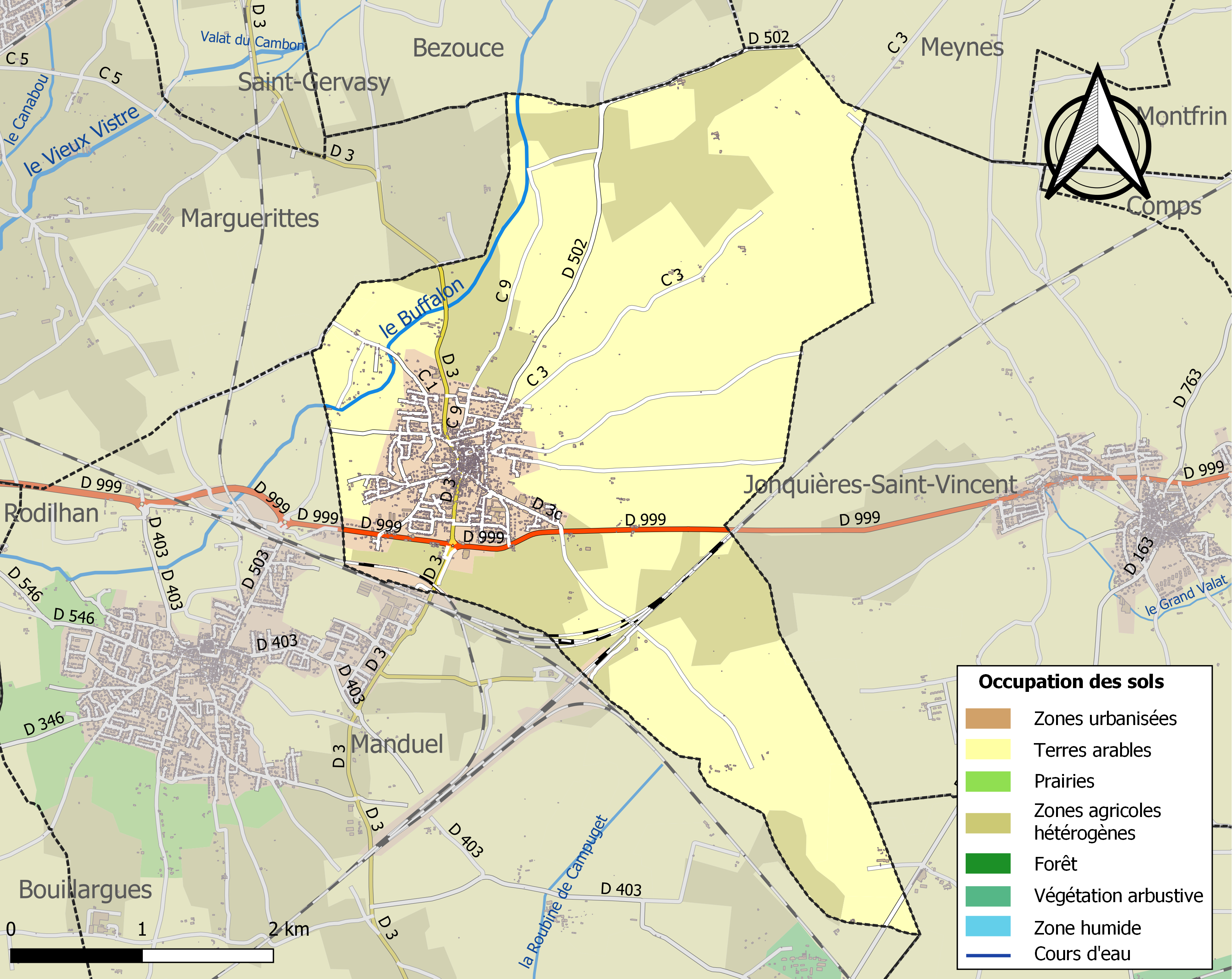
Carte des infrastructures et de l'occupation des sols de la commune en 2018 (CLC).

### Risques majeurs
Le territoire de la commune de Redessan est vulnérable à différents aléas naturels : météorologiques (tempête, orage, neige, grand froid, canicule ou sécheresse), inondations, feux de forêts et séisme (sismicité modérée). Un site publié par le BRGM permet d'évaluer simplement et rapidement les risques d'un bien localisé soit par son adresse soit par le numéro de sa parcelle.
La commune fait partie du territoire à risques importants d'inondation (TRI) de Nîmes, regroupant 20 communes soumises aux aléas de ruissellement pour la commune de Nîmes et de débordements de cours d’eau, notamment du Vistre, d'un de ses affluents, le Rhôny, et plus à la marge du Rhône, à l’aval, un des 31 TRI qui ont été arrêtés fin 2012 sur le bassin Rhône-Méditerranée. Les événements significatifs passés relatifs à la Vistre sont des crues rapides et violentes, qui causent d’importants dégâts, voire des pertes humaines (octobre 1988, septembre 2002, décembre 2003, septembre 2005 notamment). Concernant le Rhôny, les principales crues recensées à Codognan ont eu lieu en 1845, 1933, 1945, 1958, 1963, 1976, 1987 et en octobre 1988. Cette dernière est la plus importante et marquante pour la population nîmoise. Des cartes des surfaces inondables ont été établies pour trois scénarios : fréquent (crue de temps de retour de 10 ans à 30 ans), moyen (temps de retour de 100 ans à 300 ans) et extrême (temps de retour de l'ordre de 1 000 ans, qui met en défaut tout système de protection),. La commune a été reconnue en état de catastrophe naturelle au titre des dommages causés par les inondations et coulées de boue survenues en 1982, 1988, 1990, 1998, 2002 et 2021,.

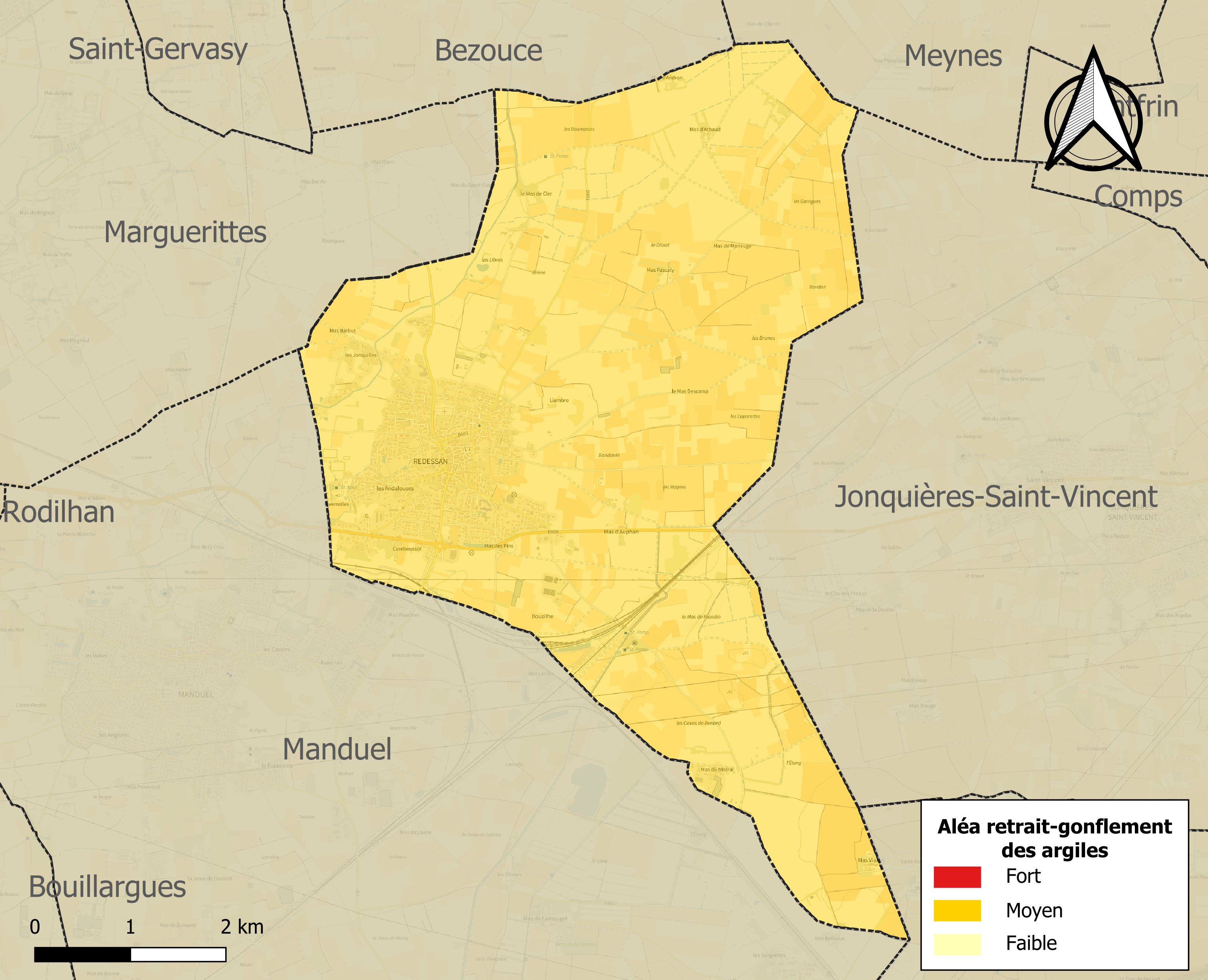
Carte des zones d'aléa retrait-gonflement des sols argileux de Redessan.

Le retrait-gonflement des sols argileux est susceptible d'engendrer des dommages importants aux bâtiments en cas d’alternance de périodes de sécheresse et de pluie. La totalité de la commune est en aléa moyen ou fort (67,5 % au niveau départemental et 48,5 % au niveau national). Sur les 1 407 bâtiments dénombrés sur la commune en 2019, 1407 sont en aléa moyen ou fort, soit 100 %, à comparer aux 90 % au niveau départemental et 54 % au niveau national. Une cartographie de l'exposition du territoire national au retrait gonflement des sols argileux est disponible sur le site du BRGM,.
Par ailleurs, afin de mieux appréhender le risque d’affaissement de terrain, l'inventaire national des cavités souterraines permet de localiser celles situées sur la commune.

## Toponymie
Attesté sous la forme Villa de Rediciano, in comitatu Nemausense (cartulaire de Notre-Dame de Nîmes, chapitre 197) en 909.
Le nom de la localité est issu de l'anthroponyme latin Reticius suivi d’-anum, suffixe latin de propriété ou encore du nom de personne gaulois *Reticianus (non attesté), forme masculine du nom de personne féminin Reticiana, pris absolument.

## Histoire
En juillet 1943, le maire est arrêté par les Allemands ; le conseil municipal démissionne en bloc en signe de protestation.

## Héraldique
| Blason de Redessan | Blason  | D'argent à la tour de gueules maçonnée de sable d'où isse un dextrochère armé tenant une épée posée en bande, le tout de sable; flanqué en pal à senestre de gueules semé d'ondes alésées en pal d'argent. |
| Blason de Redessan | Détails | Le statut officiel du blason reste à déterminer. |

## Politique et administration

### Liste des maires
| Période                                  | Période  | Identité         | Étiquette      | Qualité                                                  |
| ---------------------------------------- | -------- | ---------------- | -------------- | -------------------------------------------------------- |
| mars 1971                                | 1983     | Numa Gleizes     | PRRRS puis MRG | Conseiller général du canton de Marguerittes (1963-1982) |
| 1983                                     | 1995     | Jacques Hornung  |                |                                                          |
| mars 1995                                | 2014     | Hervé Giely      | PRG            | Vice-président de Nîmes Métropole                        |
| mars 2014                                | En cours | Fabienne Richard | SE             | Professeure de gestion                                   |
| Les données manquantes sont à compléter. |          |                  |                |                                                          |

### Canton
La commune faisait partie du canton de Marguerittes jusqu'en 2015.
Après 2015, la commune fait partie du Canton de Redessan et de la 6e Circonscription du Gard dont elle est le bureau centralisateur.

### Intercommunalité
La commune fait partie de la communauté d'agglomération Nîmes Métropole (CANIM), dont le siège se trouve à Nîmes.

### Manifestations culturelles et sociétés
La fête votive se déroule chaque année le week-end suivant le 15 août. Elle est l'occasion de festivités durant plusieurs jours. C'est une des principales attractions touristiques du village.
Depuis 2015, Redessan accueille chaque année le "Festival de cinéma argentique en plein air". Il est organisé par l'association "Jean-Paul Boyer, Culture et Cinéma", en mémoire de ce Redessanais qui fonda en 1959 dans le village un laboratoire cinématographique lié à la Cinémathèque française. L'édition 2019 a réuni plus de 1 500 cinéphiles.
La commune organise les célébrations à caractère national (Fête du travail, commémoration des armistices de guerre, Fête de la musique…).

### Sports
La ville de Redessan est impliquée dans la vie sportive avec une vingtaine de sports différents (Foot, Tennis, Danse, Boule, Chasse, etc)

### Vie associative
De nombreuses associations sont présentes dans le village.

### Médias
Un correspondant du journal Midi libre est présent dans le village.

## Démographie
L'évolution du nombre d'habitants est connue à travers les recensements de la population effectués dans la commune depuis 1793. Pour les communes de moins de 10 000 habitants, une enquête de recensement portant sur toute la population est réalisée tous les cinq ans, les populations de référence des années intermédiaires étant quant à elles estimées par interpolation ou extrapolation. Pour la commune, le premier recensement exhaustif entrant dans le cadre du nouveau dispositif a été réalisé en 2006.

En 2022, la commune comptait 4 227 habitants, en évolution de +2,6 % par rapport à 2016 (Gard : +2,97 %, France hors Mayotte : +2,11 %).
| 1793 | 1800 | 1806 | 1821 | 1831  | 1836  | 1841  | 1846  | 1851  |
| ---- | ---- | ---- | ---- | ----- | ----- | ----- | ----- | ----- |
| 713  | 741  | 792  | 919  | 1 100 | 1 097 | 1 142 | 1 207 | 1 216 |

| 1856  | 1861  | 1866  | 1872  | 1876  | 1881  | 1886  | 1891  | 1896  |
| ----- | ----- | ----- | ----- | ----- | ----- | ----- | ----- | ----- |
| 1 352 | 1 504 | 1 602 | 1 403 | 1 251 | 1 012 | 1 043 | 1 118 | 1 153 |

| 1901  | 1906  | 1911  | 1921  | 1926  | 1931  | 1936  | 1946  | 1954  |
| ----- | ----- | ----- | ----- | ----- | ----- | ----- | ----- | ----- |
| 1 160 | 1 185 | 1 128 | 1 124 | 1 121 | 1 135 | 1 117 | 1 136 | 1 145 |

| 1962  | 1968  | 1975  | 1982  | 1990  | 1999  | 2006  | 2011  | 2016  |
| ----- | ----- | ----- | ----- | ----- | ----- | ----- | ----- | ----- |
| 1 215 | 1 299 | 1 602 | 2 084 | 2 233 | 2 873 | 3 162 | 3 955 | 4 120 |

| 2021  | 2022  | - | - | - | - | - | - | - |
| ----- | ----- | - | - | - | - | - | - | - |
| 4 181 | 4 227 | - | - | - | - | - | - | - |

## Économies

### Agriculture
Bien que diversifiée (abricotiers, pêchers, oliviers), l'essentiel de l'économie agricole repose sur la vigne.
Située dans le terroir de l'AOC « Costières de Nîmes » (anciennement appelées « Costières du Gard »), la commune possède sa propre cave coopérative.

### Artisanat et commerces
La commune à plus de 100 dans des domaines différents (santé, alimentation, bâtiment, café, restaurant, etc)

## Culture locale et patrimoine

### Lieux et monuments
- Via Domitia (tronçon ; également sur communes de Jonquières-Saint-Vincent et Beaucaire, dans le Gard, et Castelnau-le-Lez, dans l'Hérault). Route (Antiquité), inscription MH 5 février 1987, propriété de la commune. Adresse : sur le chemin vieux de Jonquières, dit chemin romain. Plusieurs bornes milliaires sont ainsi situé le long de cette voix et sont visibles dans la commune.
- Église Saint-Jean-Baptiste de Redessan.

### Personnalités liées à la commune
- Jean-Paul Boyer (1921-1974) est un restaurateur de films cinématographiques et réalisateur français.
- Jean-Marie Marconot vit dans la commune et a écrit un ouvrage à son sujet.
- Mathieu Michel originaire de la commune, il devient footballeur professionnel évoluant notamment au Nîmes Olympique et actuellement à l'AJ Auxerre.

## Jumelages
Benifairó de la Valldigna (Espagne)
 Issenheim (France)